# Saturnis segmentatus
Saturnis segmentatus är en plattmaskart. Saturnis segmentatus ingår i släktet Saturnis och familjen Hemiuridae. Inga underarter finns listade i Catalogue of Life.